# Cultura de Guernsey

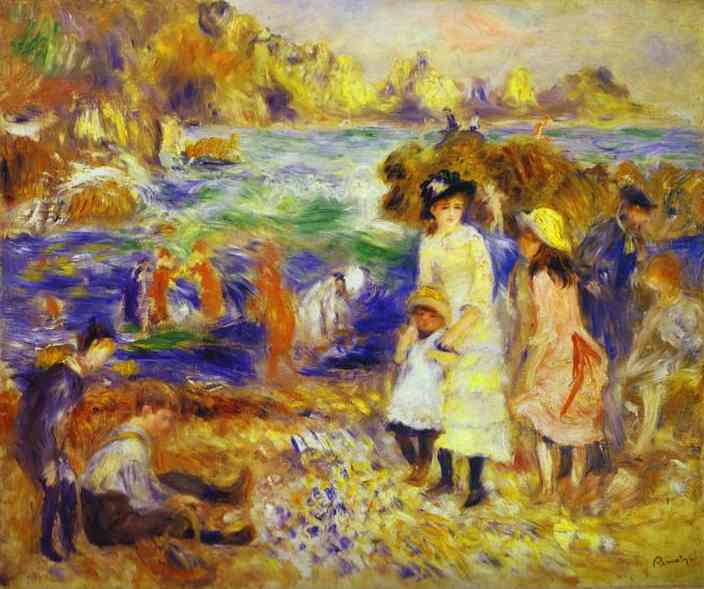
Niños en la playa de Guernsey, 1883, Pierre-Auguste Renoir.

La cultura de Guernsey comprende la cultura de la isla de Guernsey que se ha nutrido de tradiciones normandas y el idioma normando(concretamente el dialecto dgèrnésiais), como también ha sido influida por las culturas de Francia (especialmente elementos normandos) y de Reino Unido, a los cuales se han agregado los aportes de las comunidades de inmigrantes tales como la portuguesa.

## Símbolos
Los animales nacionales de la isla de Guernsey son el asno y el ganado Guernsey. La explicación tradicional para el asno (âne en francés y en dialecto dgèrnésiais) es lo abrupto de las callejuelas del Saint Peter Port lo que hizo preciso recurrir a estos animales para el transporte (en contraste con el terreno llano de la capital rival de Saint Helier en Jersey), aunque también es utilizada en referencia a la terquedad de los habitantes de Guernsey quienes presumen que ellos son "tercos como una mula, con una patada como la de un caballo!" 
El ganado vacuno de raza Guernsey es un elemento reconocido internacionalmente que se asocia con la isla. Además de distinguirse por su leche cremosa, que algunos afirman posee ciertas ventajas nutritivas comparada con la leche de otras razas, el ganado de Guernsey ha comenzado a ser criado por su carne, la cual posee un sabor característico y una abundante grasa amarilla. Aunque la cantidad de habitantes de Guernsey que crían ganado para consumo ha disminuido en forma significativa desde la década de 1960, es posible ver ganado Guernsey pastando en los campos.

## Literatura

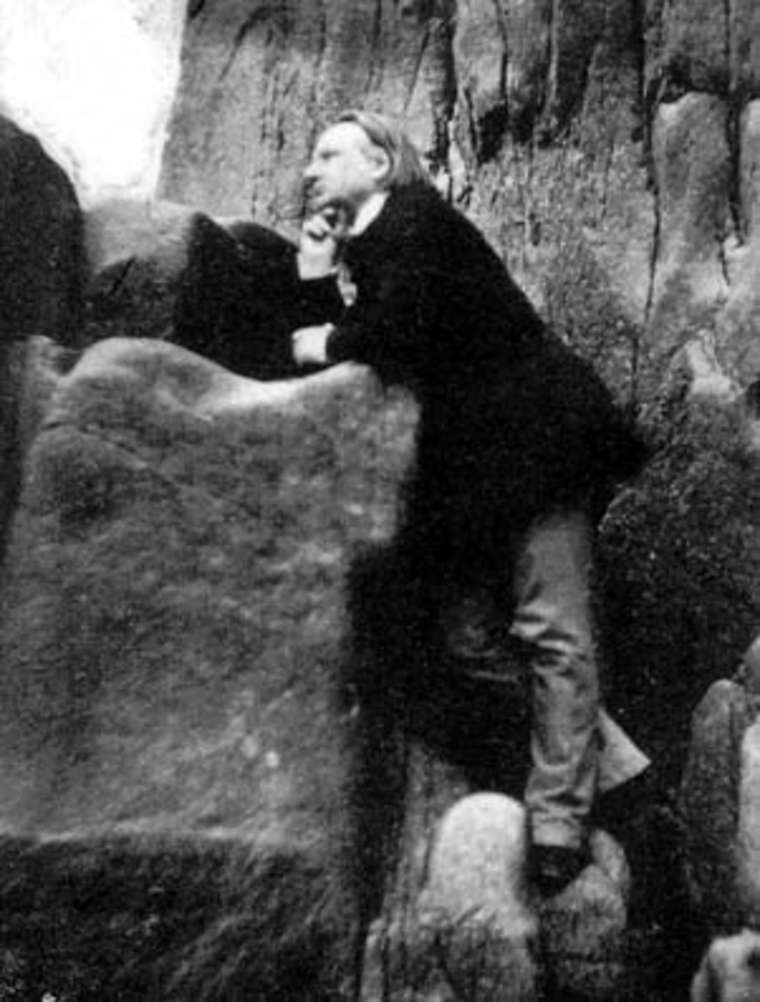
Victor Hugo estuvo exiliado en Jersey, y posteriormente en Guernsey.

Victor Hugo escribió algunas de sus mejores obras mientras estuvo exiliado en Guernsey, incluido Les Misérables. Su antigua residencia en St Peter Port, Hauteville House, es en la actualidad un museo administrado por la ciudad de París. En 1866, publicó una novela ambientada en la isla, Travailleurs de la Mer (Trabajadores del mar), la cual dedicó a la isla de Guernsey.
La novela más reconocida de un nativo de Guernsey es The Book of Ebenezer Le Page, por GB Edwards la cual además de ser una pieza de literatura muy aclamada, contiene numerosos detalles sobre la vida en Guernsey durante el siglo XX. 
George Métivier, quien a menudo es considerado el poeta nacional de la isla, escribió en el idioma local guernéseyes. Otros escritores destacados de Guernsey son Denys Corbet, Tam Lenfestey, T. H. Mahy y Marjorie Ozanne.